# Methanoplanus endosymbiosus
Methanoplanus endosymbiosus es una especie de arquea metanógena, un endosimbionte de Metopus contortus sapropelético ciliado marino. Tiene células irregulares, en forma de disco con un diámetro de 1.6–3.4 μm y tiene cepa tipo MC1. Su ADN 16S se secuenció en 1994, ocho años después del aislamiento inicial, y se encontró que era muy similar a la de Methanoplanus limicola.

## Otras lecturas
- Poirot CC, Van Alebeek GJ, Keltjens JT, Vogels GD (1991). «Identification of para-Cresol as a Growth Factor for Methanoplanus endosymbiosus.». Appl Environ Microbiol 57 (4): 976-80. PMC 182832. PMID 16348474.